# Aqui se Faz, Aqui se Paga
"Aqui se Faz, Aqui se Paga" é o primeiro episódio da primeira temporada da série 9mm: São Paulo.

## Sinopse
O cadáver de uma modelo é encontrado na periferia de São Paulo. O crime ganha repercussão na mídia e Eduardo vê a oportunidade de destacar.
Enquanto isso, Horácio investiga o paralelo submundo do sexo, procurando por pedófilos.
Essas duas investigações terão seus caminhos cruzados, pondo à vista a obscura ligação entre esses dois mundos, à primeira vista tão diferentes entre si. Por este meio, vamos conhecendo melhor Eduardo e Horácio. Enquanto um parece valorizar mais o status profissional do que a ética, o outro parece não seguir a lei ao pé da letra, usando métodos pouco ortodoxos para resolver seus casos. No entanto, outros aspectos de suas personalidades continuam por desvendar.
Para isso, contribuem as vidas pessoais de cada um das personagens: a relação entre Eduardo e sua namorada, a vida solitária de Horácio, a conflituosa relação de Luísa com sua filha, a vaidade e a irresponsabilidade de 3P.

## Audiência
O primeiro episódio rendeu ótimos índices de audiência. A média de "Aqui se Faz, Aqui se Paga" foi de 0,63 pontos, dando à FOX o primeiro lugar de audiência entre os canais a cabo, tendo em conta o público com idades entre os 18 e os 49 anos, das classes média e alta. Segundo a assessoria de imprensa da emissora, os índices foram 133% maiores do que os da principal concorrente, a TNT. Ainda, segundo o jornal Folha de S.Paulo, 9mm: São Paulo atingiu 21,7 mil telespectadores por minuto, fechando em 3º lugar no horário.